# Eurosia annulata
Eurosia annulata là một loài bướm đêm thuộc phân họ Arctiinae, họ Erebidae.